# محلية السلام
محلية السلام (بالإنجليزية: As Salam District)‏ إحدى محليات ولاية جنوب كردفان، السودان.